# Савельєва Галина Михайлівна
Галина Михайлівна Савельєва (23 лютого 1928, с. Кувака, Пензенська губернія — 29 листопада 2022) — радянський і російський гінеколог, доктор медичних наук, професор, віце-президент Російської асоціації акушерів-гінекологів.
Академік АМН СРСР (1988; член-кореспондент 1978). Академік РАН (2013). Герой Праці Російської Федерації (2018). Заслужений діяч науки Російської Федерації (2003). Лауреат Державної премії СРСР (1986) і двох премій Уряду РФ (2011, 2012).

## Біографія
Батько — Танцирьов Михайло Кузьмович (1904 р. н.), інженер-нафтовик. Мати — Танцирьова Марія Тихонівна (1902 р. н.), педагог. Чоловік — хірург Савельєв Віктор Сергійович (1928—2013), Герой Соціалістичної Праці, академік РАН і РАМН.
Закінчила 2-й Московський медичний інститут імені М. І. Пирогова (1946—1951), потім — клінічну ординатуру в Міській клінічній лікарні № 1 Москви (1951—1954). Працювала там акушером-гінекологом (1954—1960).
З 1960 року викладач 2-го Московського медичного інституту імені М. І. Пирогова: асистент, з 1965 доцент, а з 1968 — професор кафедри акушерства та гінекології лікувального факультету.
З 1969 року завідувач кафедри акушерства і гінекології вечірнього відділення, з 1971 року — завідувач кафедри акушерства і гінекології педіатричного факультету. Творець і перший завідувач кафедри акушерства та гінекології факультету фундаментальної медицини МДУ (2000—2017).
Одна з творців нової клінічної дисципліни — перинатології.
Доктор медичних наук (1968), професор, академік АМН СРСР (1988), РАМН і РАН (2013).
Віце-президент Російської асоціації акушерів-гінекологів (з 1991).

## Основні праці
Автор 17 монографій, в тому числі:
- «Основи клінічної кардіології плоду» (1967),
- «Дихальна функція крові плоду в акушерській клініці» (1971),
- «Реанімація новонароджених» (1973),
- «Реанімація та інтенсивна терапія новонароджених» (1981),
- «Ендоскопії в гінекології» (1983),
- «Акушерський стаціонар» (1984),
- «Плацентарна недостатність» (1989),
- «Гістероскопія» (1999),
- «Лапароскопія в гінекології» (1999),

а також: «Довідника з акушерства та гінекології» (1996), підручника «Акушерство» (2000) і «Гінекологія» (4 видання, останнім в 2018 році).
Монографія «Ендоскопії в гінекології» (1983) відзначена премією імені В. С. Груздєва.

## Нагороди, премії, почесні звання
- Герой Праці Російської Федерації (23 квітня 2018 року) — за особливі трудові заслуги перед державою і народом[3]
- Орден «За заслуги перед Вітчизною» IV ступеня (2 червня 2007 року) — за великий внесок у розвиток здоров'я і багато років копіткої роботи[4]
- Орден Дружби (27 жовтня 1996 року) — за заслуги перед державою та багаторічну сумлінну працю[5]
- Орден «Знак Пошани» (1976 рік)[6].
- Почесне звання «Заслужений діяч науки Російської Федерації» (9 червня 2003 року) — за заслуги у науковій діяльності[7]
- Почесна грамота Уряду Російської Федерації (22 лютого 2003 року) — за великий особистий внесок у розвиток вітчизняної охорони здоров'я та багаторічну плідну працю[8]
- Премія Уряду Російської Федерації 2010 року в галузі науки і техніки (25 лютого 2011 року) — за розробку і впровадження методів ендоваскулярної хірургії для збереження і відновлення репродуктивного здоров'я жінок[9]
- Премія Уряду Російської Федерації 2011 року в галузі науки і техніки (21 березня 2012 року) — за розробку і впровадження в практику ендоскопічних методів у гінекології[10]
- Державна премія СРСР 1986 року — за цикл робіт, присвячених системі реанімаційних заходів у новонароджених, народжених в асфіксії[6]
- Відзнаку «За заслуги перед Москвою» (Москва, 20 лютого 2018 року) — за заслуги в галузі охорони здоров'я, значний особистий внесок у розвиток науки та багаторічну плідну діяльність на благо міста Москви і москвичів[11]
- Премія Мерії Москви в області медицини за 2000 рік (Москва, 4 червня 2001 року) — за науково-дослідну роботу «Шляхи зниження перинатальної захворюваності та смертності за рахунок оптимізації ведення вагітності і родів»[12]
- Срібна медаль ВДНГ (1969 рік)[6]
- Премія ім. В. С. Груздєва (1986 рік)[6]
- Премія ім. В. Ф. Снєгірьова (1994 рік)[6]
- Медаль «За заслуги перед вітчизняним охороною здоров'я» (2003 рік)[6]
- Премія фестивалю в галузі охорони здоров'я «Формула життя» (номінація «Честь і гідність», 2012 рік)[6]
- Lifeteme achievement award from the World Association of Perinatal Medicine (2014 рік)[6]
- Lifetime achievement award from International Society of the Fetus as a Patient (2014 рік)[6]
- Lifetime achievement award from the Ian Donald Inter-University School of Ultrasound (2014 рік)[6]
- Почесний професор Dubrovnik International University School of Ultrasound (2014 рік)[6]
- Премія «Репродуктивне завтра Росії — 2015» (номінації «Несучі світло») — за видатні досягнення у сфері зміцнення репродуктивного потенціалу країни[13]
- Медаль «За лікарську честь» за плідну працю та внесок у розвиток лікарського співтовариства (2015 рік)[6]
- Нагорода Європейської Науково-Промислової палати за видатні професійні заслуги (2016 рік)[6]